# Krîkiv, Cemerivți
Krîkiv (în ucraineană Криків) este un sat în comuna Șîdlivți din raionul Cemerivți, regiunea Hmelnîțkîi, Ucraina.

## Demografie
Componența lingvistică a localității Krîkiv
     Ucraineană (99,43%)
     Alte limbi (0,57%)
Conform recensământului din 2001, majoritatea populației localității Krîkiv era vorbitoare de ucraineană (99,43%), existând în minoritate și vorbitori de alte limbi.